# Ledeboeriaanse Gemeenten

Ontstaansgeschiedenis van kerken in Nederland

De Ledeboeriaanse Gemeenten waren een los verband van gereformeerde kerkelijke gemeenten in Nederland. De centrale persoon in deze gemeenten was dominee L.G.C. Ledeboer (1808-1863), die zich in 1841 afscheidde van de Nederlandse Hervormde Kerk.

## Geschiedenis
Lambertus Gerardus Cornelis Ledeboer was predikant van Benthuizen toen hij in 1841 werd afgezet omdat hij bezwaar maakte tegen de gang van zaken in de Nederlandse Hervormde Kerk, met name de onderwerping aan de reglementenbundel van 1816 en het zingen van gezangen in de kerk. Aanvankelijk zocht hij aansluiting bij de Afscheiding, maar nog in hetzelfde jaar 1841 koos hij ervoor om zelfstandig te blijven. Ledeboer wenste namelijk in tegenstelling tot de Afgescheidenen geen erkenning bij de rijksoverheid aan te vragen. Dit kwam hem op een lange gevangenisstraf te staan. Na zijn vrijlating predikte hij door heel Nederland. Met name in Zeeland ontstonden hieruit gemeenten die zich aan hem verbonden wisten. Ledeboer hield zich weinig bezig met de organisatie van zijn gemeenten. Na zijn overlijden in 1863 vielen de gemeenten uiteen in twee stromingen. De verschillende delen werden genoemd naar de predikanten die ze leidden: de Dijkianen naar ds. Pieter van Dijke te Sint-Philipsland en de Bakkerianen naar ds. Daniël Bakker te 's-Gravenpolder. De Bakkerianen bleven tot 1945 bestaan als zelfstandige groep.
Op initiatief van de kruisdominee G.H. Kersten smolt het Dijkiaanse deel van de Ledeboerianen in 1907 met de Gereformeerde Kerken onder het Kruis samen tot de Gereformeerde Gemeenten. Een klein deel van de Dijkiaanse Gemeenten onder leiding van de predikant Laurens Boone ging niet mee met de fusie. Zij verlangden dat de voorganger een voorgeschreven ambtsgewaad zou dragen, dat de psalmberijming van Petrus Datheen (16de eeuw) gezongen zou worden in plaats van de psalmberijming van 1773 en ze hadden ernstige bezwaren tegen de theologische opleiding die Kersten wilde oprichten. Maar het meest zwaarwegende oogmerk was dat ds. Boone niet wilde deelnemen aan een nieuw kerkelijk instituut. Hij wilde in een "noodkerk" blijven totdat de vaderlandse kerk weer in geestelijke bloei kwam. Dit was in de lijn van ds. Ledeboer die zich ook niet bij een afgescheiden kerk wilde aansluiten. Ze gingen uiteindelijk hun eigen weg en noemden zich vanaf dat ogenblik de Oud-Gereformeerde Gemeenten.